# Рональд Стюард Томас
Ро́нальд Стю́ард То́мас (Ronald Stuart Thomas; публікувався під псевдонімом R.S. Thomas; *29 березня 1913, Кардіфф, Уельс, Британська імперія — †25 вересня 2000) — британський валлійський поет і англіканський священик, один із провідних поетів Європи ХХ століття. 
Рональд Стюард Томас — один з найвідоміших валлійських поетів. Цікаво, що будучи англіканським священиком, він послідовно виступав впродовж життя проти англіканізації Уельсу. 
Поет і публіцист Рональд Стюард Томас писав англійською і рідною валлійською мовами.
У 1964 році Р.С. Томаса нагороджено золотою медаллю королеви за досягнення на ниві поетичної творчості.
У 1995 році кандидатуру Рональда Стюарда Томаса було висунено на здобуття Нобелівської премії з літератури, однак він поступився нею на користь Шеймаса Гіні.
Найголовніші теми творчості Р.С.Томаса — доля валлійського народу, стосунки між людиною і Богом, пошуки духовності. 

## Публікації
- The Stones of the Field (1946)
- An Acre of Land (1952)
- The Minister (1953)
- Song at the Year's Turning (1955)
- Poetry for Supper (1958)
- Tares, [Corn-weed] (1961)
- The Bread of Truth (1963)
- Words and the Poet (1964, підручник)
- Pietà (1966)
- Not That He Brought Flowers (1968)
- H'm (1972)
- What is a Welshman? (1974)
- Laboratories of the Spirit (1975)
- Abercuawg, валлійською (1976, підручник)
- The Way of It (1977)
- Frequencies (1978)
- Between Here and Now (1981)
- Ingrowing Thoughts (1985)
- Neb (1985) валлійською, автобіографія, написана від 3-ї особи
- Experimenting with an Amen (1986)
- Welsh Airs (1987)
- The Echoes Return Slow (1988)
- Counterpoint (1990)
- Mass for Hard Times (1992)
- No Truce with the Furies (1995)
- Autobiographies (1997, збірка прозових творів)
- Residues (2002, посмертно)

Близько 20 поезій Рональда Стюарда Томаса в перекладі українською Ірини Карівець вміщено у журналі «Всесвіт» № 11-12 за 2008 рік, стор. 4—9

## Виноски
1. 1 2 3  Bibliothèque nationale de France BNF: платформа відкритих даних — 2011.
2. 1 2  Encyclopædia Britannica
3. ↑  Deutsche Nationalbibliothek Record #118622196 // Gemeinsame Normdatei — 2012—2016.
4. ↑  https://www.abbottandholder-thelist.co.uk/mildred-eldridge-exhibition-2017/
5. ↑  Marianne Macdonald R S Thomas nominated for Nobel prize // інформація у The Independent за 9 липня 1995 року